# Saint-Prancher
Saint-Prancher település Franciaországban, Vosges megyében. Lakosainak száma 67 fő (2022. január 1.). Saint-Prancher Aboncourt, Biécourt, Dommartin-sur-Vraine, Maconcourt, Repel és Totainville községekkel határos.

## Népesség
A település népessége az elmúlt években az alábbi módon változott:
| Lakosok száma | 75   | 76   | 82   | 83   | 79   | 76   | 73   | 72   | 67   |
|               | 2013 | 2015 | 2016 | 2017 | 2018 | 2019 | 2020 | 2021 | 2022 |